# VI Congresso del Partito del Lavoro di Corea
Il VI Congresso del Partito del Lavoro di Corea si tenne nella Casa della Cultura dell'8 febbraio a Pyongyang, capitale della Corea del Nord, dal 10 al 14 ottobre 1980. Il Congresso è l'organo più alto del partito, e solitamente si tiene ogni quattro anni. 3062 delegati furono eletti per rappresentare gli iscritti al partito, e vi furono 117 delegati di partiti amici senza diritto di parola. Il Congresso vide la rielezione di Kim Il-sung come Segretario Generale del Partito del Lavoro di Corea e l'istituzione del Praesidium del Politburo come organo più alto del partito tra un congresso e l'altro.
Nel corso del Congresso, Kim Il-sung designò il figlio Kim Jong-il come suo successore. La mossa fu criticata dai mezzi d'informazione sudcoreani e dai partiti comunisti al governo nei Paesi socialisti dell'Europa dell'Est e dell'Asia poiché era considerata nepotista. Il Congresso segnò l'allontanamento del Partito del Lavoro di Corea dall'ortodossia comunista attraverso l'enfatizzazione dell'ideologia Juche sul marxismo-leninismo, dando al partito un'impronta patriottica. Sebbene il regolamento preveda che il Congresso si debba tenere ogni cinque anni, il Congresso successivo si tenne 36 anni dopo, nel 2016.

## Contesto
Si sa poco riguardo alla preparazione del VI Congresso. Fu organizzato dieci anni dopo il quinto, sebbene le regole del partito prevedano che si debba tenere un congresso ogni quattro anni. Non vi era un motivo ufficiale per la sua posticipazione, ma probabilmente essa era dovuta al fatto che il Segretario Generale del Partito del Lavoro di Corea Kim Il-sung negli anni Settanta stava cercando di raccogliere supporto per suo figlio Kim Jong-il, il suo successore designato. Inoltre, gran parte del tempo era stata spesa per ristrutturare le organizzazioni e le funzioni del partito. L'obiettivo principale era quello di formalizzare Kim Jong-il come successore designato di Kim Il-sung.

## Delegati e partecipanti
Al Congresso parteciparono 3062 delegati con diritto di voto e 158 senza diritto di voto: vi erano 1349 delegati votanti e 137 non votanti in più rispetto al V Congresso. Questo aumento indica che il partito era cresciuto notevolmente. Il VI Congresso vide anche la partecipazione di un largo numero di delegazioni: 177 da 118 Paesi. Mentre i partiti socialisti e comunisti invitavano abitualmente i partiti amici ai congressi del partito, il Partito del Lavoro di Corea aveva preso l'insolita decisione di non invitare delegazioni estere al I, al II e al V Congresso. Tra i partiti invitati, questa volta vi erano il Partito Comunista Cinese e il Partito Comunista dell'Unione Sovietica. La segreteria del Partito del Lavoro di Corea, inoltre, invitò anche una serie di partiti e organizzazioni non comuniste. Secondo il rapporto ufficiale, 155 organizzazioni da 105 Paesi parteciparono al Congresso, mentre 22 delegazioni rimasero in incognito. Per ragioni non note, nessun delegato straniero parlò al Congresso.

## Il Congresso
Il Congresso si tenne presso la "Casa della Cultura 8 febbraio" dal 10 al 14 ottobre 1980, con una breve sospensione l'11 ottobre. Se paragonato al precedente, il Congresso fu molto breve. Iniziò coi discorsi di apertura di Kim Il-sung, del Bureau Esecutivo, della Segreteria e del Comitato Credenziale. Terminati questi rapporti, fu decisa l'agenda del Congresso: riassumere il lavoro del Comitato Centrale, elogio del lavoro della Commissione Centrale per il Controllo, revisione della Costituzione del Partito del Lavoro di Corea, ed elezione delle cariche importanti del Partito. A ciò seguì un rapporto sul lavoro del Comitato Centrale tra il V ed il VI Congresso. L'11 ottobre, il Congresso fu posticipato, e riprese il 12 ottobre con l'elezione di un comitato per redigere le decisioni del Congresso. Lee Nak-bin, poi, fece un rapporto sul lavoro del Comitato Centrale di Controllo dal V Congresso. Il resto del giorno trascorse discutendo riguardo al rapporto del Comitato Centrale. Il 13 ottobre fu dedicato ai dibattiti e ai discorsi di congratulazione, e il 14 ottobre il Congresso elesse il VI Comitato Centrale e la VI Commissione Centrale di Controllo.
Significativo nel corso del Congresso fu il ricambio generazionale, anche grazie a Kim Il-sung, che progettava di formalizzare la posizione di Kim Jong-il. 248 membri furono eletti nel VI Comitato Centrale: 145 permanenti e 103 candidati. Vi fu un aumento di 76 membri dal V Comitato Centrale, che aveva 172 membri. Questo aumento fu dovuto all'espansione del partito, poiché ogni membro del Comitato Centrale deve rappresentare 10000 iscritti al partito. Dei 248 membri, 139 (di cui 60 permanenti e 79 candidati) non erano mai stati eletti nel Comitato Centrale. Comunque, se paragonato ai precedenti Comitati Centrali, il tasso di cambiamento fu relativamente basso (41,4% contro il 72% del V Congresso). Solo due membri erano nel Comitato Centrale sin dal I Congresso: Kim Il-sung e Kim Il. La causa di questi cambiamenti era stato il conflitto tra le fazioni interne al partito: la fazione Yanan, quella sudcoreana e quella sovietico-coreana erano state espulse nei congressi precedenti, così come gli oppositori di Kim Jong-il. Gli emendamenti alle regole del partito cambiarono il nome del Comitato Politico, che tornò al suo nome originario, ossia Politburo, e crearono un Presidium interno al Politburo, con l'obiettivo di centralizzare maggiormente il potere della segreteria del partito.
Dei 158 delegati con diritto di parola, 39 parteciparono ai dibattiti- partecipazione più bassa di quella del V Congresso, nel quale avevano partecipato 98 dei 137 delegati con diritto di parola. Tutti i partecipanti ai dibattiti erano burocrati e tecnocrati, si trattò del primo congresso in cui non era presente la "generazione rivoluzionaria". Si discusse di 38 temi: 21 sull'economia, 10 sulla politica, 5 sulle questioni sociali e culturali, uno sull'esercito ed uno su una possibile unificazione con la Corea del Sud. La costruzione socialista, il compito principale designato dal partito negli anni '80, fu il punto principale delle discussioni. Il VI Congresso si concluse con un riassunto di ciò che era stato deciso da parte di Kim Il-sung: "(a) Una splendida vittoria delle Tre Rivoluzioni-traguardi nelle rivoluzioni ideologiche, tecnologiche e culturali; (b) Conversione dell'intera società lungo le linee dell'ideologia Juche; (c) Riunificazione pacifica ed indipendente della patria; rafforzamento della solidarietà con le forze antimperialiste autosufficienti; (e) rafforzamento del lavoro del partito".

### Primo plenum
Il primo plenum del VI Comitato Centrale si tenne subito dopo il Congresso, con l'obiettivo di eleggere la segreteria centrale del partito. 34 membri furono eletti nel VI Politburo, con un aumento di 15 membri rispetto al V Politburo. Di questi 34, 19 erano membri permanenti e 15 candidati. Cinque membri furono eletti nel Presidium, e Kim Jong-il divenne il quarto nella gerarchia del Politburo e del Presidium. La VI Segreteria era composta da nove membri, e Kim Jong-il era il secondo. Il numero di membri della Segreteria non cambiò, ma solo Kim Il-sung faceva parte della "generazione rivoluzionaria", mentre nella V Segreteria il 60% dei membri apparteneva a quella generazione. Kim Il-sung e Kim Jung-rin furono i soli ad essere rieletti. La VI Commissione Militare Centrale era composta da 19 membri, tra i quali Kim Jong-il era terzo (dopo Kim Il-sung e Oh Jin-u). Era la prima volta nella storia del partito in cui veniva resa pubblica la composizione della Commissione Militare Centrale. Kim Il-sung e Kim Jong-il divennero gli unici ufficiali con un seggio in tutti e quattro i corpi: il Presidium, il Politburo, la Segreteria e la Commissione Militare Centrale. Sebbene Kim Jong-il fosse preceduto da altri membri nel Presidium, nel Politburo e nella Segreteria, nessuno dei membri più importanti di lui ricopriva altri incarichi (eccetto Oh Jin-ju, secondo membro della Commissione Militare Centrale).
Di seguito, una lista dei membri (ordinati per importanza) del Presidium, del Politburo (permanenti e candidati), della Segreteria e della Commissione Militare Centrale:
| Simbolo | Significato                                                        |
| ------- | ------------------------------------------------------------------ |
| ‡       | Membri del Presidium del Politburo del Partito del Lavoro di Corea |

| #   | Membri permanenti | Membri candidati | Membri della Segreteria | Membri della Commissione Militare Centrale |
| --- | ----------------- | ---------------- | ----------------------- | ------------------------------------------ |
| 1.  | ‡Kim Il-sung      | Ho Dam           | ‡Kim Il-sung            | ‡Kim Il-sung                               |
| 2.  | ‡Kim Il           | Yun Gi-bok       | ‡Kim Jong-il            | ‡Oh Jin-u                                  |
| 3.  | ‡Oh Jin-u         | Choe Gwang       | Kim Jung-rin            | ‡Kim Jong-il                               |
| 4.  | ‡Kim Jong-il      | Choe Se-ung      | Kim Yong-nam            | Choe Hyon                                  |
| 5.  | ‡Lee Jong-ok      | Choe Jae-u       | Kim Hwan                | Oh Baek-ryong                              |
| 6.  | Pak Song-Chol     | Kong Jin-Tae     | Yon Hyong-muk           | Chon Mun-sop                               |
| 7.  | Choe Hyon         | Chong Jun-gi     | Yun Gi-bok              | Oh Guk-ryol                                |
| 8.  | Lim Chum-chu      | Kim Chol-man     | Hong Si-hak             | Paek Hak-rim                               |
| 9.  | So Chol           | Chong Gyong-hi   | Hwang Jang-yop          | Kim Chol-man                               |
| 10. | Oh Baek-ryong     | Choe Yong-rim    |                         | Kim Gang-hwan                              |
| 11. | Kim Jung-rin      | So Yun-sok       | Tae Byong-ryol          |                                            |
| 12. | Kim Yong-nam      | Lee Gun-mo       | Lee Ul-sol              |                                            |
| 13. | Chon Mun-sop      | Hyon Mu-gwang    | Chu Do-il               |                                            |
| 14. | Kim Hwan          | Kim Gang-hwan    | Lee Du-ik               |                                            |
| 15. | Yon Hyong-huk     | Lee Son-sil      | Cho Myong-rok           |                                            |
| 16. | Oh Guk-ryol       |                  | Kim Il-chol             |                                            |
| 17. | Kye Ung-tae       | Choe Sang-uk     |                         |                                            |
| 18. | Kang Song-san     | Lee Bon-won      |                         |                                            |
| 19. | Paek Hak-rim      | Oh Ryong-bang    |                         |                                            |

Il primo plenum vide il ritiro dalle proprie cariche della "generazione rivoluzionaria", che lasciò il posto a quella nuova, che faceva capo a Kim Jong-il; comunque, essi influenzavano ancora notevolmente il Presidium ed il Politburo. Il plenum vide la scomparsa di Kim Yong-ju (il fratello di Kim Il-sung, considerato il suo successore designato prima di Kim Jong-il), Kim Dong-gyu, Ryu Jang-sik e Lee Yong-mu dalle posizioni importanti del partito. La regione del loro allontanamento è ignota, ma probabilmente è dovuta al consolidamento del potere di Kim Jong-il ad opera di Kim Il-sung.

## Decisioni politiche

### Kim Jong-il come successore
Si riteneva che Kim Yong-ju fosse destinato a succedere a Kim Il-sung, e la sua autorità era cresciuta finché era diventato co-segretario del Comitato di Coordinazione Nord-Sud. Dal 1972 fino al Congresso, però, Kim Yong-ju era diventato una figura sempre meno importante, finché al VI Congresso perse i suoi seggi nel Politburo e nel Comitato Centrale. Comunque, furono confermate le voci che Kim Il-sung aveva iniziato a pensare a Kim Jong-il già nel 1966. Tra il 1974 e il VI Congresso, Kim Jong-il, definito "il centro del partito" dai mezzi d'informazione nordcoreani, era diventato il secondo uomo più influente della Corea del Nord.
La scelta di Kim Jong-il come successore di Kim Il-sung incontrò una notevole opposizione. I critici accusarono Kim Il-sung di voler creare una dinastia, trasformando la Corea del Nord in uno Stato feudale. Un anonimo critico sudcoreano dichiarò: "La successione ereditaria era una conseguenza inevitabile dell'impegno del più anziano della famiglia Kim di fare di sé e della sua famiglia una dinastia", aggiungendo che l'avvento al potere di Kim Jong-il era una prova della "degenerazione" del Partito del Lavoro di Corea in un "affare familiare completamente personalizzato costruito attorno ad un culto della personalità". Il Partito Comunista dell'Unione Sovietica, il Partito Comunista Cinese e gli altri partiti socialisti al governo non approvarono la scelta di Kim Jong-il come probabile erede. La scelta di un successore da parte di Kim Il-sung, probabilmente, aveva come obiettivo la promozione di uno zelo rivoluzionario nel Paese (infatti, Kim Il-sung aveva ben in mente la destalinizzazione operata da Nikita Chruščёv in URSS alla morte di Iosif Stalin).

### Riunificazione coreana
Al Congresso, Kim Il-sung sottolineò che "raggiungere l'obiettivo della riunificazione della patria, che è stata il desiderio più grande e più a lungo bramato dell'intero popolo è il più importante compito rivoluzionario che il partito deve affrontare". Mise in guardia gli ascoltatori, avvertendo che se la Corea fosse rimasta divisa, non sarebbe stata mai riunificata a causa delle relazioni tra le grandi potenze. Kim Il-sung propose la creazione della "Repubblica Democratica Confederale di Corea", un governo nazionale della Corea del Nord e del Sud. La Repubblica sarebbe stata governata da un Congresso Nazionale Confederale Supremo, con un egual numero di rappresentanti dalla Corea del Nord e del Sud. I rappresentanti di quest'assemblea avrebbero eletto un Presidium, che avrebbe governato sulla sua metà della penisola. Sotto questo sistema, la Corea del Sud sarebbe rimasta capitalista e quella del Nord socialista. Comunque, la segreteria del Partito del Lavoro di Corea elencò tre condizioni affinché la Corea del Nord entrasse nella Repubblica: (1) socialdemocratizzazione della Corea del Sud, estromissione della sua classe dirigente, abrogazione delle Leggi Anticomuniste e delle cosiddette "Leggi di Sicurezza Nazionale" e sostituzione del suo regime militare con uno democratico che rappresentasse la volontà del popolo; (2) Riduzione delle tensioni attraverso lo stabilimento di un trattato di pace; (3) Riduzione delle ingerenze statunitensi, tenendo aperta la possibilità di migliorare le relazioni con gli Stati Uniti d'America se questi avessero supportato la riunificazione coreana.

### Dal comunismo al nazionalismo
(il Segretario del Partito Kim Jung-rin, sull'ideologia della riunificazione coreana)
Il VI Congresso segnò un allontanamento dal comunismo ortodosso, poiché fu data la priorità al Juche sul marxismo-leninismo e ad una politica nazionale indipendente nelle relazioni internazionali sull'internazionalismo proletario. Secondo l'analista Kim Nam-sik, "I cambiamenti rappresentano un notevole allontanamento dai principi fondamentali del comunismo, ed un nuovo orientamento per il futuro nordcoreano negli anni '80". In contrasto con altri partiti comunisti al governo, il centralismo democratico nel Partito del Lavoro di Corea non considerava il segretario responsabile. Viceversa, funzionava in maniera opposta, col Partito del Lavoro di Corea responsabile di fronte al suo segretario. Questo sistema inusuale è radicata nella teoria nordcoreana del leader.
Contrariamente ad altri Paesi socialisti (che sostenevano la convinzione comunista ortodossa che le masse sono alla base del divenire storico), l'ideologia del Partito del Lavoro di Corea afferma che le masse possono avviare un cambiamento rivoluzionario solo tramite una guida. Sebbene gli altri Stati socialisti spesso enfatizzassero certe figure storiche, alle masse era assegnato il giusto peso. L'opposto accadeva in Corea del Nord, dove "Il grande compito rivoluzionario della classe operaia è guidato e portato alla vittoria dal leader e completato solo sotto la guida del leader". Da questa prospettiva, il compito rivoluzionario assegnato alle masse dagli altri Paesi socialisti divenne la sola responsabilità del leader in Corea del Nord. La teoria del leader supporta la leadership di un solo uomo, poiché tutti gli incarichi importanti possono essere completati solo da un grande leader. Questo revisionismo ideologico potrebbe spiegare perché Kim Il-sung designò suo figlio Kim Jong-il come successore. In Corea del Nord, Kim Il-sung era considerato un "Grande Leader" con un ruolo decisivo; era citato dai mezzi d'informazione come l'uomo che aveva stabilito il Partito del Lavoro di Corea ed il fondatore dell'ideologia Juche. Pertanto, Kim Il-sung non fu eletto Segretario Generale del Partito del Lavoro di Corea: la posizione gli apparteneva di diritto.
(Kim Il-sung)
Sebbene la Corea del Nord avesse iniziato a distaccarsi da una politica estera basata sull'internazionalismo proletario già alla Conferenza dei Rappresentanti del Partito del 1966, la segreteria del Partito del Lavoro di Corea non aveva mai rotto esplicitamente con l'internazionalismo proletario come fece al VI Congresso. In teoria, un partito comunista supporta questa politica contribuendo alla rivoluzione mondiale. I Paesi socialisti raramente rispettavano questo ideale, le scissioni ideologiche all'interno del movimento comunista internazionale lo rendevano quasi impossibile. Dal 1966 in poi, la Corea del Nord aveva intensificato le relazioni coi Paesi neutrali nella guerra fredda. L'internazionalismo proletario era stato sostituito da una politica estera nazionale ed indipendente; se uno Stato socialista ed uno non socialista fossero stati in guerra tra di loro, la Corea del Nord in teoria avrebbe potuto sostenere quello non socialista, qualora ciò fosse stato più conveniente per la Corea del Nord. Al VI Congresso, Kim Il-sung diede maggiore importanza alle relazioni con i Paesi del Terzo Mondo piuttosto che all'unità nel campo socialista. Nonostante ciò, la Corea del Nord continuò a ricevere grandi aiuti dal blocco sovietico e dalla Repubblica Popolare Cinese, e le relazioni con gli Stati Uniti d'America rimasero abbastanza tese. Mentre la Corea del Nord afferma che l'indipendenza e l'internazionalismo proletario non sono inconciliabili, nella teoria comunista ortodossa lo sono.